# アキーと塩漬けのタラ
アキーと塩漬けのタラ（アキーとしおづけのタラ、アキーアンドソルトフィッシュ、Ackee and saltfish）は、アキーとバカラオ（塩漬けのタラ）からなるジャマイカの国民食である。

## 背景
アキーの果実は、ジャマイカの「国の果物」である。アキーは、1725年以前にガーナからカリブ海地域に持ち込まれた。アキーは、アカン族の別名であるアキエムに由来する。また、アキーの学名Blighia sapidaは、1793年にジャマイカからイギリスのキュー王立植物園にこの果実を持ち帰ったウィリアム・ブライの名前に由来する。殻が開く前の種皮等、果実の一部には毒があるため、アメリカ合衆国等の国では、輸入規制がかかっている。一方、塩漬けのタラは、日持ちのする安価なタンパク質源として、奴隷用にジャマイカに持ち込まれた。西アフリカでは、アキーは医薬品や石鹸の材料として主に用いられ、食品としては消費されない。

## 作り方
塩漬けのタラを茹でたアキー、タマネギ、スコッチボネット、トマトとともにソテーし、コショウやパプリカ等のスパイスで味付けする。ベーコンやトマトを添えることもある。グレープフルーツ、ハードブレッド、ダンプリング、茹でた調理用バナナ等とともに朝食に食べられる。
ライスアンドピーズや白飯と一緒に食べることもある。調味料(タマネギ、ネギ、タイム、ニンニク)や塩漬けのタラを白飯と合わせたものは、しばしばseasoned riceと呼ばれ、アキーを含むワンポットミールとなる。

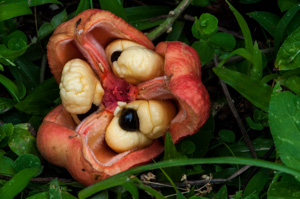
アキーの実は猛毒のためそのままでは食べられない。
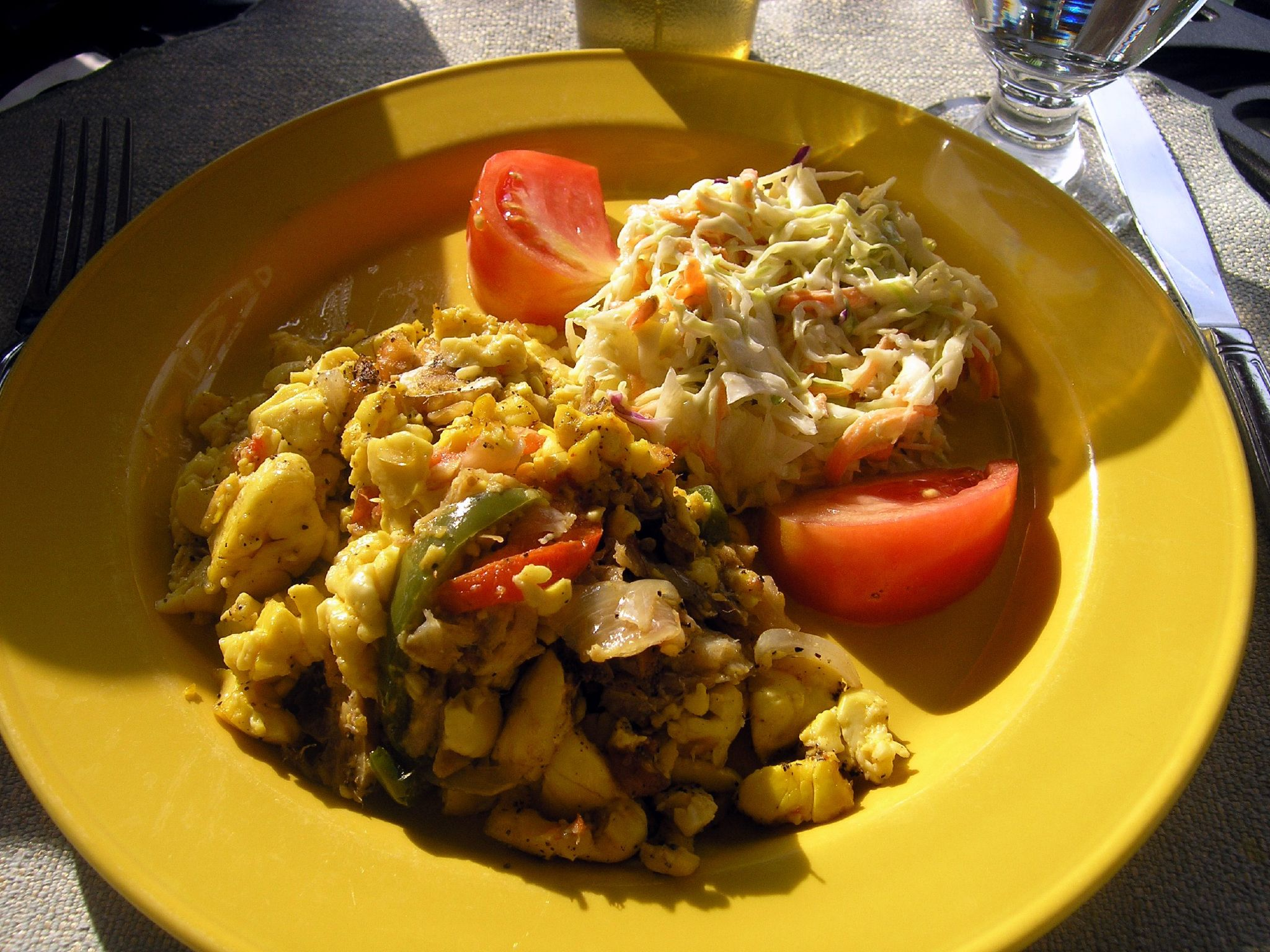
コールスローとともに

## 文化への影響
アキーと塩漬けのタラは、ジャマイカの国民食として広く認知されている。ガーディアン誌によると、ジャマイカの陸上競技選手であるウサイン・ボルトは、朝食で良くアキーと塩漬けのタラを食べていた。ハリー・ベラフォンテの1956年のヒット曲Jamaica Farewellでは、「アキーライス、塩漬けのタラは良い」と宣言している。